# ArabsThink.com
ArabsThink.com (littéralement Les Arabes pensent) est un think tank et un site web d'actualités offrant des analyses et des études spécialisées dans le Moyen-Orient et plus largement dans le Monde arabo-musulman. Fondé par des étudiants de Sciences Po Paris, il regroupe des contributeurs anglophones, francophones et arabophones. Né dans la nécessité d'une relecture de la situation politique d'un Moyen-Orient en mutation à la suite du Printemps arabe, ArabsThink.com offre « des points de vue originaux en se focalisant sur des thématiques trop souvent ignorées par les médias, décideurs politiques et analystes ».

## Partenaires

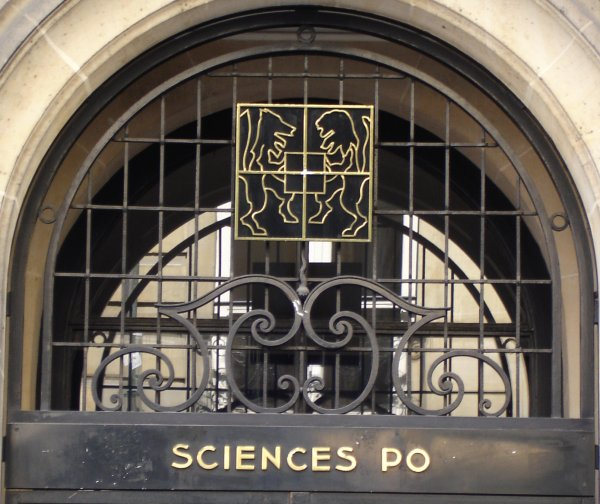
C'est entre les murs de Sciences Po Paris qu'est né ArabsThink.com

- Algérie-Focus, journal électronique algérien d’information généraliste, indépendant et participatif. Algérie-Focus - Site officiel
- London School of Economics's Middle East Centre Blog LSE's Middle East Centre Blog - Site officiel
- L’Engagement Politique - الإلتزام السياسي, association tunisienne à but non lucratif[2]. Al-Iltizam Assiyassi (L’Engagement Politique) - Site officiel
- Muftah, magazine d'analyse sur les enjeux géopolitiques au Moyen-Orient Muftah - Site officiel
- Perspectives Internationales, revue des étudiants-chercheurs en relations internationales de l’Institut d’Etudes Politiques de Paris. Perspectives internationales - Site officiel
- Revue Averroès, revue spécialisée sur le monde arabe créée en 2009 par des étudiants de Sciences Po. Revue Averroès - Site officiel
- Right to Nonviolence (Droit à la non-violence) - الحق باللاعنف, ONG luttant pour les droits de l'homme dont le siège est au Liban. Right to Nonviolence - Site officiel
- Sciences Po Monde Arabe – SPMA, association fondée en 2006, elle regroupe des étudiants spécialisés dans la région. L’association des élèves de Sciences Po pour le Monde Arabe (SPMA) - Site officiel
- TerangaWeb – l’Afrique des idées, association indépendante qui vise à promouvoir le débat d’idées et la réflexion sur des sujets liés à l’Afrique. TerangaWeb - Site officiel

## Dans les médias
- 9 décembre 2011 : Intervention de Tamer Mallat cofondateur d'ArabsThink.com sur la chaîne Russia Today au sujet du rôle de la Ligue arabe dans la scène politique internationale depuis le début du Printemps arabe. Débat mené par Peter Lavelle (en), présentateur du "CrossTalk (en)", entre Monzeur Sleiman, Tamer Mallat et Hussain Abdul-Hussain (ar). (Lien vers la video sur YouTube: CrossTalk: Arabs in League? )
- 14 décembre 2011 : Intervention de la cofondatrice d'ArabsThink.com Mélissa Rahmouni à la conférence "Algérie: Quel horizon démocratique?" au Parlement européen à Strasbourg. D'autres intervenants comme Malika Benarab-Attou, Daniel Cohn-Bendit, Salima Ghezali et Abdelouahab Fersaoui y ont également participé.
- 6 décembre 2012 : Intervention de la cofondatrice d'ArabsThink.com Mélissa Rahmouni à la conférence "L'Europe, acteur d'un nouveau partenariat en Algérie?" organisée par Yannick Jadot fondateur d'Ecolo Europa. D'autres intervenants y ont participé tels que Stávros Lambrinídis, Benjamin Stora et Daniel Cohn-Bendit.
- 23 janvier 2012 : Intervention de la cofondatrice d'ArabsThink.com Mélissa Rahmouni sur la société civile algérienne lors de la conférence organisée par Malika Benarab-Attou au Parlement européen à Bruxelles (Version audio: Société civile algérienne - Intervention de Mélissa Rahmouni)
- 16 avril 2014 : Intervention de la cofondatrice d'ArabsThink.com Mélissa Rahmouni lors du Grand Soir 3 face à Yasmina Khadra au sujet des élections présidentielles en Algérie et de la possibilité d'un nouveau mandat d'Abdelaziz Bouteflika. (Voir en ligne: Grand Soir 3 du Mercredi 16 avril 2014 - Intervention de Mélissa Rahmouni à partir de la 20e minute)